# NGC 2379
NGC 2379 (другие обозначения — UGC 3857, ARAK 132, MCG 6-17-6, ZWG 177.18, NPM1G +33.0107, PGC 21036) — линзообразная галактика (S0) в созвездии Близнецы.
Этот объект входит в число перечисленных в оригинальной редакции «Нового общего каталога».
В галактике вспыхнула сверхновая SN 2010jv типа Ia, её пиковая видимая звездная величина составила 16,3.